# 勃たせ屋

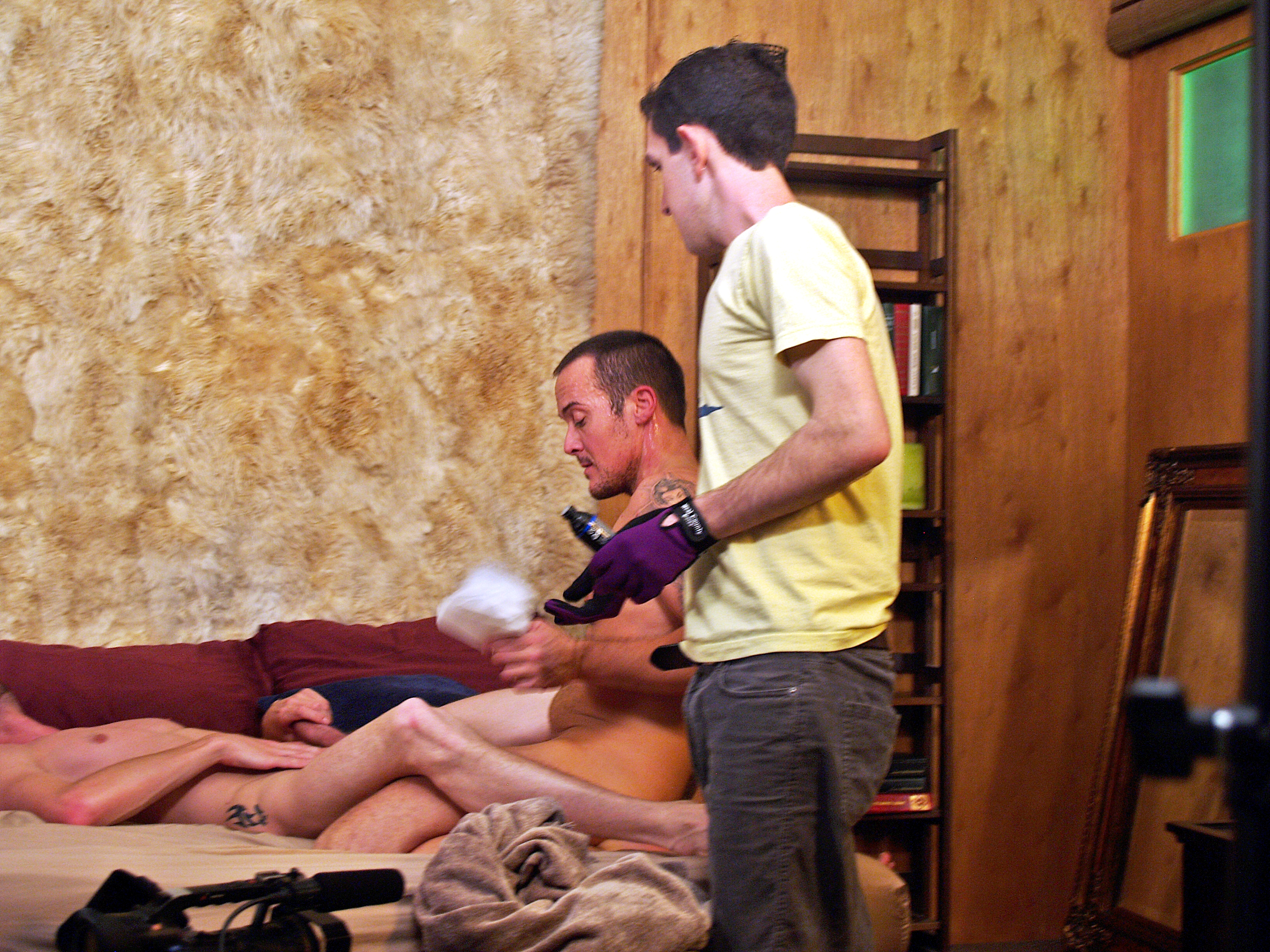
ゲイビデオの現場で「タチ」側の男優に潤滑油をわたす勃たせ屋。

勃たせ屋(英語：fluffer)は、ポルノ映画のスタッフとして雇われた人間。現場での役割は、勃起が必要とされるシーンを撮影する前に男優を性的に刺激することである。

## 概要
勃たせ屋はテイクや写真撮影の間中、ポルノ映画のスターを「お掃除」するとともに、まっすぐなままにすることも仕事であるので、男優やモデルは体勢を変更する必要がない。こういった仕事はメーキャップ部門の一部と見なされている。構図を定めると、監督は男優に体勢を保たせ、勃たせ屋を呼んで撮影前に男優の陰茎を「ふくらませる」。

## メディア

### 映画
2001年の映画『The Fluffer』はゲイ男優を職業とする有名な俳優と、ある青年が衝突するさまを描いたものである。2003年に『The Fluffer』というタイトルでリリースされたのは、4分ほどのショート・コメディーである。